# 2017년 롯데 자이언츠 시즌
2017년 롯데 자이언츠 시즌은 롯데 자이언츠가 KBO 리그에 참가한 36번째 시즌이다. 조원우 감독이 팀을 이끈 2번째 시즌으로, 팀은 정규 시즌 3위를 기록하며, 2012년 이후 5년만에 포스트시즌에 진출했다. 그러나 마켈이 시범경기 1경기 소화 후 퇴출된 데다 교체선수 애디튼은 15경기 2승 7패 ERA 5.19로 중도 퇴출됐고 에이스 역할을 해야 했던 레일리는 2군행 통보까지 받는 등 무너졌으며 준플레이오프에서 NC 다이노스에게 2승 3패로 밀리며 탈락했는데 5차전에서 선발 박세웅을 이르게 교체하지 않은 게 패착이 되면서 그대로 무너졌다. 이후 NC 다이노스가 플레이오프에서 탈락하면서 롯데 자이언츠의 통합 순위는 3위로 확정되었다.

## 타이틀
- 아시아 프로야구 챔피언십 은메달: 박세웅, 박진형, 나경민
- 월드 베이스볼 클래식 국가대표: 이대호, 손아섭
- 성구회 헌액: 이대호
- KBO 골든글러브: 이대호 (1루수), 손아섭 (외야수)
- KBO 사랑의 골든글러브: 신본기
- 플레이어스 초이스 어워드 재기선수상: 조정훈
- 플레이어스 초이스 어워드 모범선수상: 신본기
- 조아제약 프로야구대상 최고구원투수상: 손승락
- 조아제약 프로야구대상 기량발전상: 박세웅
- 조아제약 프로야구대상 재기상: 조정훈
- 한국갤럽 선정 올해를 빛낸 스포츠스타 7위: 이대호
- ADT캡스 수비상: 번즈 (2루수)
- 한국갤럽 선정 한국인이 가장 좋아하는 국내 프로야구팀: 롯데 자이언츠
- 한국갤럽 선정 좋아하는 국내 프로야구 선수: 이대호 (1위), 강민호 (3위), 손아섭 (9위)
- 올스타전 우수타자상: 이대호
- 올스타 선정: 이대호 (1루수), 손아섭 (외야수)
- 올스타전 추천선수: 박세웅, 손승락, 전준우, 레일리[3]
- OSEN 선정 포지션별 역대 최고 외인: 호세 (우익수)
- 컴투스프로야구 KBO 베스트 라인업: 손아섭 (우익수)
- 컴투스프로야구 시그니처 카드: 레일리, 박세웅, 린드블럼, 송승준, 김원중, 손승락, 강민호, 이대호, 전준우, 손아섭
- 컴투스프로야구 주요 외국인선수 라인업: 레일리 (중계투수)
- 컴투스프로야구 주요 FA 라인업: 이대호 (1루수)
- 수비 WAR: 번즈 (1.00)
- 출장(타자): 손아섭 (144)
- 타석: 손아섭 (667)
- 실질타석: 손아섭 (659)
- 타수: 손아섭 (576)
- 안타: 손아섭 (193)
- 희생타: 문규현 (18)
- 세이브: 손승락 (37)
- 멀티히트: 손아섭 (56)
- 터프세이브: 손승락 (5)
- 풋아웃: 강민호 (904)
- 도루 저지: 강민호 (31)

### 퓨처스리그
- 아시아 윈터 베이스볼 리그 준우승: 임지유
- 플레이어스 초이스 어워드 퓨처스리그 우수선수상: 김주현
- 퓨처스 올스타전 감투상: 이지원
- 퓨처스 올스타: 이지원, 이석훈, 김민수, 홍지훈
- 남부리그 출장(투수): 정태승 (40)

## 선수단
- 선발투수: 레일리, 박세웅, 송승준, 린드블럼, 김원중, 애디튼
- 구원투수: 박진형, 김유영, 배장호, 조정훈, 장시환, 진명호, 이정민, 강영식, 이명우, 윤길현, 박시영
- 마무리투수: 손승락, 강동호, 차재용, 노경은
- 포수: 강민호, 강태율, 나균안, 김사훈
- 1루수: 이대호, 김상호
- 2루수: 번즈, 정훈
- 유격수: 신본기, 문규현, 김대륙
- 3루수: 황진수, 오태곤, 김동한, 김민수
- 좌익수: 김문호, 박헌도, 김주현
- 중견수: 전준우, 나경민, 이우민, 김재유
- 우익수: 손아섭
- 지명타자: 최준석, 김대우

## 여담
- 홈구장인 사직 야구장의 좌석 수가 기존 26800석에서 26600석으로 줄어들었다.
- 손승락은 후반기 22세이브로 KBO 리그 단일 시즌 후반기 최다 기록을 세웠다.
- 전준우는 대타 OPS 5.000을 기록했다.
- 번즈는 주루사 확률 6.8%로 2013년 이후 단일 시즌 규정 타석 충족 타자 중 최고 기록을 세웠다.
- 이대호는 이 시즌 한 번도 상대 실책으로 인한 출루를 하지 못했다.
- 강민호는 홈스틸을 5번 저지하여 2013년 이후 단일 시즌 홈스틸을 가장 많이 저지한 포수가 되었다.
- 이 시즌은 KBO 리그 사상 18번째로 규정 타석을 채운 야수 전원이 WAR 양수를 기록한 시즌이다. 그 중 가장 WAR이 낮았던 최준석은 WAR 0.24를 기록했다.
- 배장호는 포스트시즌에서 단 1구만 던져 역대 KBO 리그 단일 포스트시즌 최소 투구 기록을 세웠다.
- 정대현은 이 시즌을 끝으로 은퇴하여 KBO 리그 통산 1000이닝 미만 투수 중 통산 최다 고의4구(57) 허용 기록을 세웠다.
- 박종윤은 이 시즌을 끝으로 은퇴하여 구단 사상 통산 최저 WAR, KBO 고졸 선수 통산 최저 WAR(-3.09) 기록을 세웠다.
- 2018 신인드래프트에서 1차로 지명된 한동희는 이만수 홈런상의 초대 수상자다.
- 김민수는 경찰 야구단 마지막 기수로 입대했다.

## 같이 보기
- 2011년 롯데 자이언츠 시즌
- 2016년 롯데 자이언츠 시즌
- 2018년 롯데 자이언츠 시즌
- 2020년 롯데 자이언츠 시즌